# Jürgen Schröder (Fußballspieler)
Jürgen Schröder (* 4. Oktober 1937) ist ein ehemaliger deutscher Fußballspieler. Für den SC Neubrandenburg spielte er 1964/65 in der DDR-Oberliga, der höchsten Spielklasse im DDR-Fußball.

## Sportliche Laufbahn
Mit elf Jahren begann Jürgen Schröder 1948 in mecklenburgischen Malchow organisiert Fußball zu spielen. Zuletzt war er für die Betriebssportgemeinschaft (BSG) Fortschritt Malchow in der viertklassigen Bezirksliga Neubrandenburg aktiv. Zu Beginn der Saison 1961/62 schloss er sich der BSG Turbine Neubrandenburg an, die in der drittklassigen II. DDR-Liga vertreten war. Mit Schröder stieg die BSG Turbine in dieser Spielzeit in die DDR-Liga auf. In den darauffolgenden Spielzeiten 1962/63 und 1963/64 war Schröder als Stürmer Stammspieler der Neubrandenburger, er bestritt 50 der 56 Punktspiele und erzielte 21 Tore. Nach der Saison 1963/64 stieg die BSG Turbine in die Oberliga auf, in der sie als Sportclub Neubrandenburg antrat. Schröder konnte zunächst nur die beiden ersten Oberligaspiele absolvieren, danach fiel er für den Rest der Hinrunde aus. Nach der Winterpause bestritt er zwölf der dreizehn Rückrundenspiele und war mit vier Toren erfolgreich. Der SCN konnte sich nur ein Jahr lang in der Oberliga halten. In den nächsten drei DDR-Liga-Spielzeiten verteidigte Schröder seinen Stammplatz und kam in 70 von 90 Punktspielen zum Einsatz. Zur Saison 1968/69 wechselte Jürgen Schröder zum DDR-Ligisten Stahl Eisenhüttenstadt. Dort gelang es ihm nicht Fuß zu fassen, denn er wurde nur in acht DDR-Ligaspielen eingesetzt. Damit war er auch nur geringfügig am Aufstieg der Eisenhüttenstädter in die Oberliga beteiligt. Im Sommer 1969 beendete Schröder seine Laufbahn als Fußballspieler im höherklassigen Fußball. Von 1971 bis 1978 war der ausgebildete Sportlehrer bei Post Neubrandenburg als Übungsleiter tätig.